# Oswald Holmberg
Torsten Oswald Magnus Holmberg (Malmö, 17 luglio 1882 – Malmö, 11 febbraio 1969) è stato un ginnasta e tiratore di fune svedese.

## Biografia
Ha partecipato alle olimpiadi di Atene del 1906 conquistando una medaglia di bronzo nel tiro alla fune, alle olimpiadi di Londra del 1908, dove ha vinto una medaglia d'oro nella ginnastica a squadre ed alle olimpiadi di Stoccolma del 1912, ancora oro nella ginnastica sistema svedese a squadre.

## Palmarès
In carriera ha conseguito i seguenti risultati:
- Giochi olimpici

Atene 1906: bronzo nel tiro alla fune.
Londra 1908: oro nella ginnastica a squadre.
Stoccolma 1912: oro nella ginnastica sistema svedese a squadre.